# 수마트라잎원숭이
수마트라잎원숭이 또는 수마트라수릴리(Presbytis melalophos)는 긴꼬리원숭이과에 속하는 영장류의 하나이다. 인도네시아가 원산지이다. 자연 서식지는 아열대 또는 열대 건조 기후 지역의 숲이다. 서식지 감소로 멸종 위기에 처해있다.
검은수마트라랑구르와 흑백랑구르, 사라왁잎원숭이, 띠잎원숭이, 남부볏랑구르는 예전에 수마트라잎원숭이의 아종으로 간주했다.